# A Ton of Love
A Ton of Love è un singolo del gruppo musicale britannico Editors, pubblicato nel 2013 ed estratto dall'album The Weight of Your Love.

## Tracce
- 7"

1. A Ton of Love – 3:58
2. The Sting – 4:04

- Download digitale

1. A Ton of Love – 3:58
2. The Weight – 4:32
3. The Sting – 4:04